# Sokolnice
Sokolnice (em alemão:  Sokolnitz) é uma aldeia e município (obec) no distrito de Brno-Venkov, na região da Morávia do Sul da República Checa. Este município cobre uma área de 11,34 km, e tem uma população de 1 881 (2006). Sokolnice fica a cerca de 12 km a sudeste de Brno 198 km a sudeste de Praga.
Sokolnice foi um dos cenários de fortes combates durante a Batalha de Austerlitz a 2 de Dezembro de 1805. Controlada por tropas francesas comandadas por Claude Juste Alexandre Legrand e Pierre Margaron, foi atacada por duas colunas russas lideradas por Alexandre-Louis Andrault de Langeron e I. Przebyszewski. Os russos capturaram Sokolnice mas rapidamente foram cercadas pelos franceses. Uma grande parte da coluna de Przebyszewski rendeu-se, enquanto as tropas de Langeron foram esmagadas.